# 蓝鹟属
蓝鹟属（学名：Cyanoptila）是鹟科下的一个属。

## 下属物种
本属包括以下物种：
- 白腹暗蓝鹟 Cyanoptila cumatilis Thayer & Bangs, 1909
- 白腹蓝鹟 Cyanoptila cyanomelana (Temminck, 1829)